# Ø
Øø – litera alfabetu łacińskiego używana między innymi w ortografii duńskiej, islandzkiej, norweskiej i farerskiej. Była również używana w pisowni dawnej polszczyzny. 
Litera ta reprezentuje zwykle samogłoskę średnią przednią zaokrągloną taką jak [ø] lub [œ].

## Język polski
Litera „ø”, oznaczająca samogłoskę nosową, występowała w rękopisach od XII wieku po wiek XV, np. prawdø ‘prawdę’, nademnø ‘nade mną’. W konsekwencji bywa ona używana w druku do dzisiaj do edycji dawnych tekstów polskich. 

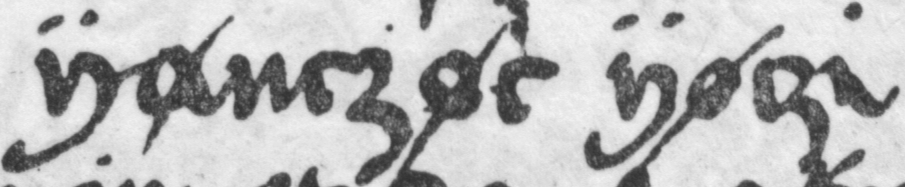
Dwa wystąpienia litery ø w traktacie Parkosza: przedostatnia w pierwszym słowie i druga w drugim[2].
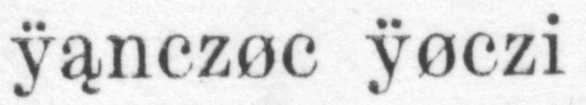
Dwa wystąpienia litery ø w transkrypcji Kucały traktatu Parkosza[3].

Znak ten bywa utożsamiany z tak zwanym „o rogatym” oznaczającym również samogłoskę nosową, które graficznie przybierało różną postać, najczęściej pomiędzy znakiem ϕ a ѻ. Różne warianty o rogatego są od 2020 r. dostępne w foncie JuniusX.

## Zobacz też

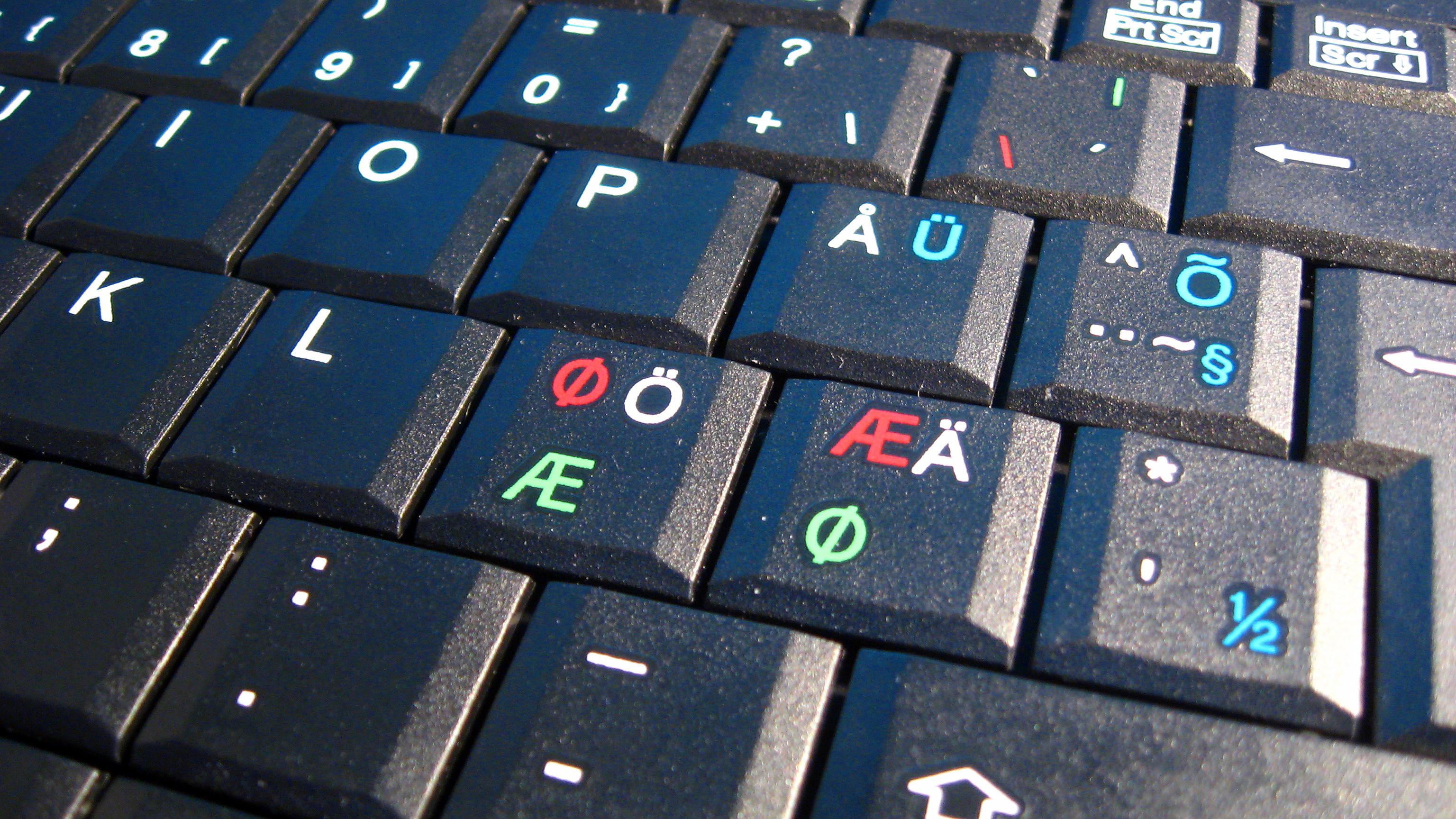
znak ø na klawiaturze komputera